# Nemški muzej, München
Nemški muzej (nemško Deutsches Museum von Meisterwerken der Naturwissenschaft und Technik) v Münchnu, Nemčija, je največji znanstveni in tehnični muzej na svetu, z 28.000 predstavljenimi predmeti iz 50 področij znanosti in tehnologije. Letno ga obišče približno 1,5 milijona obiskovalcev.
Muzej je bil ustanovljen 28. junija 1903 na srečanju Združenja nemških inženirjev (VDI) na pobudo Oskarja von Millerja. To je največji muzej v Münchnu. V določenem obdobju je muzej gostil pop in rock koncerte, med drugimi The Who, Jimi Hendrixa in  Eltona Johna

## Muzejski otok
Glavni sedež Nemšega muzeja je majhen otok v reki Isar, ki je bil uporabljen za spravilo lesa od srednjega veka. Otok ni imel nobenih zgradb pred letom 1772, pred gradnjo jezu Sylvenstein v zgornji dolini reke Isar, ker je bil redno poplavljen.
Leta 1772 so na otoku zgradili kasarne, po poplavi leta 1899 pa so stavbe obnovili in jih zaščitili pred poplavami. Leta 1903 je mestni svet napovedal, da bodo otok podarili za novozgrajen Deutsches Museum. Otok, ki se je prej imenoval Kohleninsel (otok premoga), je bil nato preimenovan v Museumsinsel (muzejski otok). 

## Druge lokacije
Poleg glavne lokacije na muzejskem otoku ima muzej še dve podružnici v in blizu Münchna ter eno v Bonnu.
Podružnica Flugwerft Schleißheim – letalski muzej je 18 kilometrov severno od središča Münchna v bližini palače Schleissheim. Temelji na prostorih ene od prvih vojaških zračnih baz v Nemčiji, ki je bila ustanovljena tik pred prvo svetovno vojno. Sestavljajo jo stara letalska kontrolna in poveljniška enota ter sodobne stavbe, ki so bile dodane v poznih 2000-ih ob močni podpori Franca Josefa Straussa, takratnega premiera Bavarske, ki je bil strasten letalec.
Flugwerft Schleißheim prikazuje različna zanimiva letala, za katere ni bilo dovolj prostora na lokaciji Museumsinsel v središču Münchna. Med vidnejšimi eksponati je letalo Horten, jadralno letalo ki je bilo zgrajeno v 1940-ih in je bilo obnovljeno iz redkih ohranjenih delov. Zbirka nemških konstrukcij letal VTOL (vertikalni vzlet in pristanek), razvitih v 1950-ih in 1960-ih, je edinstvena. Razstavljena so bojna letala iz Vietnama, kot tudi ruska letala, ki so jih po ponovni združitvi prevzeli iz Vzhodne Nemčije. V okviru te razstave je tudi delavnica, namenjena obnovi vseh vrst letal, ki so namenjena statičnemu prikazovanju.
Najnovejša podružnica, odprta leta 2003, se imenuje Deutsches Museum Verkehrszentrum in je v Theresienhöhe v Münchnu in posvečena transportni tehnologiji.
Podružnica v Bonnu je bila odprta leta 1995 in je namenjena nemški tehnologiji, znanosti in raziskavam po letu 1945.

## Oskar von Miller
Oskar von Miller je študiral elektrotehniko in je znan tudi po tem, da je zgradil prvo visokonapetostno linijo od Miesbacha do Münchna (57 km) leta 1882 za razstavo električnih tehnologij v Glaspalastu v Münchnu. Leta 1883 se je pridružil AEG in ustanovil inženirski urad v Münchnu. Razstava elektrike v Frankfurtu leta 1891 in več elektrarn je prispevala k ugledu Oskarja von Millerja. V prvih letih je Oskar von Miller močno vplival na razstavo in zbirko Deutsches Museum.

## Zgodovina
Nekaj mesecev pred srečanjem Društva nemških inženirjev leta 1903 je Oskar von Miller zbral majhno skupino, ki je podprla njegovo željo po ustanovitvi muzeja znanosti in tehnologije. V podporo je ta skupina spontano podarila 260.000 mark za polog in izvolila "začasni odbor".
Junija 1903 se je princ regent Luitpold strinjal, da bo pokrovitelj muzeja, mesto München pa je podarilo otok kot mesto za projekt. Poleg tega so začeli prihajati eksponati iz Münchna, Nemčije in tujine, vključno z zbirkami iz Bavarske akademije. Ker ni bilo nobene namenske muzejske zgradbe, so bili eksponati razstavljeni v Narodnem muzeju.
12. novembra 1906 so bili začasni eksponati v Narodnem muzeju slovesno odprti za javnost, 13. novembra pa so postavili temeljni kamen za stalni muzej.
Prvo ime muzeja, "Nemški muzej mojstrovin naravoslovja in tehnologije", ni bilo namenjeno omejevanju muzeja na nemški napredek v znanosti in tehnologiji, temveč za izražanje pomena znanosti in tehnologije nemškemu ljudstvu.
Oskar von Miller je odprl nov muzej ob svojem 70. rojstnem dnevu, 2. maja 1925, po skoraj desetletni zamudi. Od začetka so muzejske razstave podprte z dokumenti, ki so na voljo v javni knjižnici in arhivih, in so odprti sedem dni v tednu, da se zagotovi dostop delovni javnosti.
Pred in med drugo svetovno vojno je nacistična stranka zmanjšala proračun muzeja na najmanjšo možno mero, številni eksponati pa so, z nekaj izjemami, kot je nova avtomobilska soba, urejena 7. maja 1937, zastareli. Do konca leta 1944 je bil muzej močno poškodovan zaradi letalskih bombnih napadov, pri čemer je bilo poškodovanih ali uničenih 80% stavb in 20% eksponatov. Ko so se zavezniške čete aprila 1945 sprehodile v München, je direktor muzeja Karl Bässler komaj uspel obdržati zadnji most do muzejskega otoka, pred umikom nemških čet.
Po vojni je bilo treba muzej zapreti za popravila, začasni najemniki, kot sta na primer Tehnološki kolidž in poštni urad, pa so uporabljali muzejski prostor, saj so se rekonstruirali lastne objekte. Muzej je bil tudi dom osrednjega odbora osvobojenih Judov, ki je po vojni zastopal judovske razseljene osebe v ameriški coni Nemčije.
Novembra 1945 se lahko ponovno odprli knjižnico, januarja 1946 pa je sledila kongresna dvorana. Oktobra 1947 je bila odprta posebna razstava o petdesetih letih dizelskega motorja, redne razstave predmetov pa so se ponovno začele maja 1948. Dvajset let po koncu vojne v Nemčiji se je območje za razstave ujemalo s predvojnim.
V 1950-ih se je muzej osredotočal na naravoslovne znanosti in ne na tehnologijo, številni tradicionalni veliki razstavni predmeti, kot je na primer gradbeništvo, so se zmanjšali, da bi omogočili sodobnejši tehnološki napredek.
Avgusta 1969 je bila na posebni razstavi "Človek in prostor" prikazana vesoljska kapsula Apollo 8, leta 1970 pa je bil imenovan prvi redni direktor, Theo Stillger. V 1970-ih je bila misija muzeja spremenjena, da bi spodbudila razlago kulturnega pomena znanosti in tehnologije v eksponatih.
V začetku 1980-ih je zaradi požigov večjih razstavnih površin nastala manjša razstavna površina z le 34.140 kvadratnih metrov. Sledila so obsežna rekonstrukcijska prizadevanja in dodatna gradnja, tako je skupni razstavni prostor do leta 1993 znašal 55.000 kvadratnih metrov. Osemdeseta in devetdeseta leta so prinesla sporazume z Znanstvenim centrom v Bonnu in vlado, kar je privedlo do oblikovanja Deutsches Museum Bonn in letalskega muzeja Flugwerft Schleißheim.
Leta 1996 je bavarska vlada zgradila stavbo na zgodovinskem mestu Theresienhöhe v Münchnu za Deutsches Museum, kar je privedlo do ustanovitve novega muzeja za transport, Deutsches Museum Verkehrszentrum, ki je bil odprt leta 2003 in zdaj hrani cestna vozila in primere vlakov, ki so bili odstranjeni iz prvotne lokacije. Četrt Theresienhöhe je novo območje na robu mestnega središča v Münchnu, Muzej transporta pa je del oblikovanja četrti kot mešane uporabe.

### Kronologija
- Ustanovitev muzeja 1903
- 1906 Odpiranje začasnih zbirk v prostorih nekdanjega Narodnega muzeja v Maximilianstrasse
- 1909 Odpiranje dodatnih zbirk v starih vojašnicah na otoku reke Isar (Ehrhardtstraße)
- 1911 Likof  hiše zbirk
- 1925 Otvoritev Deutsches Museum v novi stavbi na Muzejskem otoku
- 1928 Polaganje temeljnega kamna za knjižnico in dvorano
- 1930 Odprtje knjižnice in dvorane
- 1932 Otvoritev knjižnice
- 1935 Odprtje kongresnega centra
- 1944 Uničenje 80% stavbe
- 1948 Ponovno odprtje po uničenju
- 1983 Uničenje pomorskih in motornih oddelkov zaradi požara
- 1984 Otvoritev nove dvorane za Aerospace; začasno zaprtje nekaterih oddelkov zaradi toče in škode zaradi poplav
- 1992 Odprtje letalskega muzeja Schleißheim na letališču Oberschleißheim
- 1995 Odpiranje podružnice Deutsches Museum v Bonnu
- 2003 Odprtje Prometnega centra na nekdanjem razstavnem prostoru
- 2006 Odprtje dvoran I in II prometnega centra na Theresienhöhe
- Oktober 2015 začetek prve večje faze prenove / modernizacije, več zaključnih eksponatov

## Nekatere stalne razstave
| - letalska in vesoljska industrija - Kmetijstvo - Jama Altamira, reprodukcija - Amaterski radio - Astronavtika - Astronomija - Mostogradnja - Keramika - Kemija - Kronometrija - Računalništvo - Digitalne slike (v gradnji od leta 2006) - Električna energija - Energetska tehnologija - Okolje - Geodezija - Steklo - Zgodovina Deutsches Museum - Hidrotehnika - Strojegradnja | - Orodjarski stroji - Pomorska navigacija - Mojstrovine - Rudarstvo (zgodovinsko in moderno) - Metalurgija - Mikroelektronika - Mineralno olje in zemeljski plin - Glasba - Papir - Farmacija - Fizika - Električni stroji - Tisk - Znanstveni instrumenti - Tehnične igrače - Telekomunikacije - Tekstilna tehnologija - Gradnja predorov - Uteži in mere |